# Aldeia da Pena
Aldeia da Pena é uma aldeia da freguesia de Covas do Rio, concelho de São Pedro do Sul, distrito de Viseu. É uma das aldeias típicas feitas em xisto.
Localizada a 325 km de Lisboa e a 20 km de São Pedro do Sul, situa-se situa-se na Serra de São Macário, ao fundo de um vale profundo pelo que o seu acesso de automóvel é algo complicado, não sendo permitida a entrada de veículos na aldeia.
A Aldeia da Pena tem neste momento apenas treze habitantes com algumas casas para habitação. Apesar de praticamente deserta é um ponto de passagem obrigatório para os amantes da Natureza, uma vez que se encontra no centro do vale e junto à ribeira da Pena de águas límpidas mas frias.